# Mariola Czechowska
Mariola Małgorzata Czechowska z domu Jędrzejczyk (ur. 17 stycznia 1971 w Bełchatowie) – polska nauczycielka i samorządowiec, w latach 2014–2024 prezydent Bełchatowa.

## Życiorys
Absolwentka Wydziału Matematyki, Fizyki i Chemii Uniwersytetu Łódzkiego. Ukończyła także studia podyplomowe z zakresu technologii informacyjnych, zarządzania oświatą i przedsiębiorczości. Przez kilkanaście lat pracowała jako nauczycielka matematyki i informatyki w szkole podstawowej, później została dyrektorem Gminnego Zespołu Obsługi Szkół w Bełchatowie.
W wyborach w 2014 jako kandydatka Prawa i Sprawiedliwości ubiegała się o prezydenturę Bełchatowa, wygrywając w drugiej turze głosowania z wynikiem 61,92% głosów i pokonując w niej dotychczas zarządzającego miastem Marka Chrzanowskiego. W wyborach w 2018 wystartowała w wyborach na prezydenta miasta z własnego komitetu wyborczego (nadal należąc do PiS, jednak konkurując z kandydatem tej partii). Uzyskała reelekcję, wygrywając w drugiej turze głosowania.
W wyborach w 2024 wystartowała na prezydenta miasta jako bezpartyjna (z jednoczesnym poparciem ze strony PiS). W drugiej turze głosowania przegrała z Patrykiem Marjanem. Nie uzyskała wówczas również mandatu radnej miejskiej.

## Odznaczenia
W 2021 została odznaczona Złotym Krzyżem Zasługi.